# Mesolita inermis
Mesolita inermis là một loài bọ cánh cứng trong họ Cerambycidae.